# Israel Abrahams
Israel Abrahams, född 26 november 1858 i London och död 6 oktober 1926 i Cambridge, var en brittisk litteraturvetare, historiker och kulturdebattör.

## Biografi
Abrahams utbildades på judarnas College, där hans far Barnett Abrahams tjänstgjorde som rektor, och vid University College London. År 1881 tog han en MA-examen vid University of London. Abrahams lärde sekulära ämnen samt homiletics på judarnas College, och utsågs till ledande handledare vid denna institution 1900. Han var en kraftfull föreläsare och en allvarlig lekmannapredikant. Som hederssekreterare för Jewish Historical Society of England och som ledamot i utskottet för utbildning av judiska lärare var han mycket aktiv. Han var också medlem av kommittén för Anglo-Jewish Association, och flera andra institutioner i samhället.
Abrahams var verksam vid Cambridge university där han var lektor i Talmud och rabbinsk litteratur.
Bland hans arbeten, många präglade av hans judiska ursprung, märks Jewish Life in Middle ages (1896, 3:e upplagan 1958), Studies in Pharisaism and the Gospels (1917-24) och Hebrew Ethical Wills (1926).
Tillsammans med C. G. Montefiore grundade han Jewish Quarterly Review, för vilken han var utgivare 1889-1908.